# Sötéttönkű fokhagymagomba
A sötéttönkű szegfűgomba más néven feketetönkű fokhagymagomba (Marasmius alliaceus) a  bükkerdők jellemző faja.
A korhadó bükkavarban szétszórtan, nyáron és ősszel találhatunk rá. Csak a kalapja használható, fűszerként erős fokhagymaszaga és íze miatt kedvelt. Tönkje feketés, karcsú, szívós, nem ehető.